# Sulcorebutia viridis
Sulcorebutia viridis ist eine Pflanzenart in der Gattung Sulcorebutia aus der Familie der Kakteengewächse (Cactaceae). Der Artname betont die auffällige grüne Farbe des Pflanzenkörpers.

## Beschreibung
Sulcorebutia viridis  wächst meist einzeln und bildet selten im Alter Seitentriebe. Die flachkugeligen, dunkelgrünen oder hellgrünen Körper erreichen einen Durchmesser von bis zu 8 Zentimeter und bleiben sehr flach. Sie besitzen eine bis zu 8 Zentimeter lange, konisch zulaufende Rübenwurzel. Die 12 Millimeter langen und 5 bis 7 Millimeter breiten Höcker sind derb und flach. Die auf der Oberseite der Höcker angeordneten ovalen Areolen sind 6 bis 7 Millimeter lang und oben 2 Millimeter breit. Die harten bis zu 18 (bis 20) Dornen weisen verschiedene helle Farben auf. Man unterscheidet zwischen den zur Seite gerichteten, anliegenden oder nur wenig vom Körper abstehenden, weißen oder grauen Randdornen und den 3 bis 5 nach oben gerichteten, bis zu 15 Millimeter langen, stechenden weißen bis dunkelbraunen (selten schwarzen) Mitteldornen.
Die grünen oder roten bis rotbraunen Knospen erscheinen aus den unteren Areolen am Pflanzenkörper. Die trichterförmigen Blüten besitzen Durchmesser von 40 bis 45 Millimeter. Die Blütenkronblätter sind satt rot oder magentafarben gefärbt. Der weiße bis cremefarbene Griffel ist freistehend. Die Staubfäden sind ebenfalls weiß bis cremefarben.
Die Samen messen 1,0 bis 1,2 mal 0,8 bis 1,0 Millimeter und sind dorsal gekielt. Die Keimpore tritt nur undeutlich hervor.
Die Abgrenzung zu Sulcorebutia tarvitaensis wird begründet durch den größeren Körper, die kräftigere Bedornung, die ovaleren Areolen und die kleineren Samen.

## Verbreitung
Sulcorebutia viridis ist im bolivianischen Departamento Chuquisaca in der Provinz Zudáñez in Höhenlagen von 2500 bis 2800 Metern verbreitet. Die Pflanzen wachsen auf hartem plattig gebrochenen Quarzsandstein. Sie sind mit Sulcorebutia heliosoides und Sulcorebutia hertusii vergesellschaftet.

## Nachweise
- Peter Lechner, Alfred Draxler, Heinz Birchmann: Sulcorebutia viridis (Cactaceae) – eine neue Art aus Bolivien. In: Kakteen und andere Sukkulenten. Band 61, Nummer 3, 2010, S. 65–70.
- Willi Gertel, Wolfgang Latin: Sulcorebutien – Kleinode aus Bolivien. Sonderausgabe der Deutschen Kakteengesellschaft, Pforzheim 2010, S. 266f und S. 279.